# Hans Olofsson Törne
Hans Olofsson Törne, född omkring 1612 i Stockholm, död 9 mars 1671 i Stockholm, var en svensk ämbetsman och borgmästare. 

## Biografi
Hans Olofsson Törne föddes omkring 1612 i Stockholm. Han var son till  borgmästaren Olof Nilsson (död 1652) och Barbara Törne, vars släktnamn han upptog. Törne arbetade som handlande i Köping och sedan i Stockholm. Han var 18 maj 1653 kämnär i Stockholm och blev före 20 december 1653 rådman i Stockholm. Törne var även kommissarie eller assessor i kommerskollegium från 16 mars 1664 och riksdagsman vid riksdagen 1664. Han blev 15 november 1667 politieborgmästare i Stockholm. Törne avled 1671 i Stockholm och begravdes 26 mars samma år i Storkyrkan.

### Familj
Törne gifte sig första gången 1636 med Christina Hising (död 1650). Hon var dotter till justitieborgmästaren Mikael Hising i Köping och Anna Andersdotter. De fick tillsammans barnen justitieborgmästaren Michael Törne (1638–1694) i Stockholm, kommerserådet Olof Törnflycht i Stockholm (1640–1713), kamreren Hans Törne (död 1702) och borgmästaren Nils Törne (1648–1708) i Stockholm.
Törne gifte sig andra gången 5 januari 1652 i Stockholm med Ingrid Carlsdotter Ekebom (1627–1703). Hon var dotter till rådmannen Carl Hansson och Elisabet Andersdotter i Stockholm. Ingrid Ekebom var änka efter häradshövdingen Carl Piper. Törne och Piper fick tillsammans sonen kamreren Lorentz Törne (1664–1739).